# Steve Smith (futbolista)
Steve Smith (Huddersfield, Inglaterra; 28 de abril de 1946-Bradford, 13 de marzo de 2024)fue un futbolista y entrenador de fútbol inglés que jugó en las posiciones de lateral izquierdo y centrocampista.

## Carrera

### Jugador
| Periodo   | Club                           | Apariciones | Goles |
| --------- | ------------------------------ | ----------- | ----- |
| 1963-1977 | Huddersfield Town AFC          | 342         | 30    |
| 1974–1975 | → Bolton Wanderers FC (cedido) | 3           | 0     |
| 1977–1979 | Halifax Town AFC               | 81          | 4     |
| 1979–1983 | Huddersfield Town AFC          | 0           | 0     |

### Entrenador
| Periodo   | Club                  |
| --------- | --------------------- |
| 1986–1987 | Huddersfield Town AFC |
| 2001      | Bradford City AFC     |

## Muerte
Smith falleció en Bradford el 13 de marzo de 2024 luego de batallar con la demencia que padecía.

## Logros
- Segunda División de Inglaterra (1): 1969/70
- Cuarta División de Inglaterra (1): 1979/80